# Tor Andræ

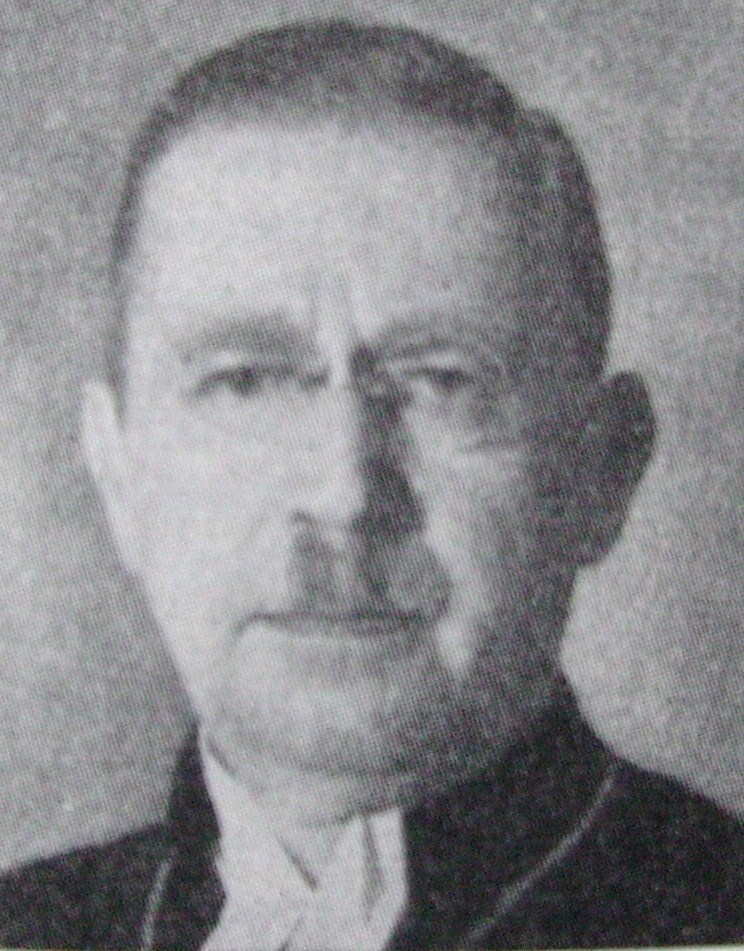
Tor Andræ

Tor Julius Efraim Andræ (Aussprache [ˌtuːɹ anˈdɹeː], * 9. Juli 1885 im Kirchspiel Vena, Kalmar län; † 24. Februar 1947 in Linköping) war ein schwedischer Religionshistoriker und lutherischer Bischof von Linköping.

## Leben und Werk
Tor Andræ stammte aus einer Pfarrersfamilie und studierte Theologie an der Universität Uppsala, wo er im Jahre 1917 promovierte und anschließend als Dozent arbeitete. Er wurde 1927 Professor für Religionsgeschichte an der Universität Stockholm. Zwei Jahre später wurde er an die Universität Uppsala berufen. 1936 wurde er für kurze Zeit Bildungsminister im Kabinett Axel Pehrsson-Bramstorp. Noch im selben Jahr erfolgte seine Ernennung zum Bischof von Linköping. Dieses Amt hatte er bis zu seinem Tod inne.
Andræ war ein Schüler von Nathan Söderblom, als dessen Nachfolger er 1932 in die Svenska Akademien aufgenommen wurde. 1935 wurde er auch in die Kungliga Vitterhets Historie och Antikvitets Akademien gewählt. Als Religionshistoriker galt sein besonderes Interesse der Frühgeschichte des Islam, insbesondere dessen jüdischen und christlichen Wurzeln, der islamischen Mystik sowie der Religionspsychologie im Allgemeinen. Sein 1930 in erster Auflage erschienenes Buch über Mohammed gilt als Standardwerk; es wurde in mehrere Sprachen übersetzt (deutsch 1932) und bis ins 21. Jahrhundert nachgedruckt.
Andræ wurde von vier Universitäten mit der Ehrendoktorwürde ausgezeichnet (Tartu und Halle 1932, Straßburg 1935, Oslo 1935).

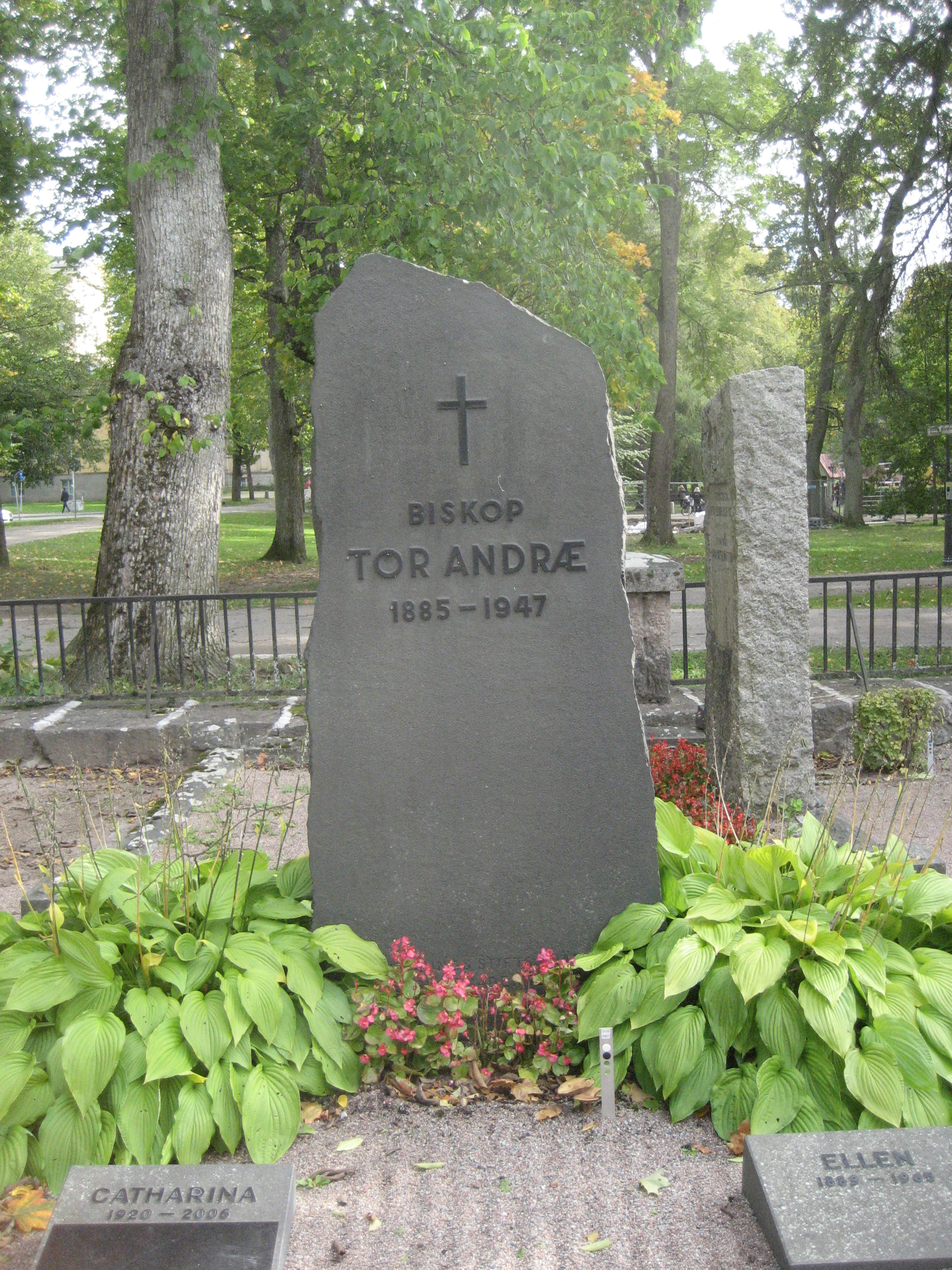
Sein Grab (Uppsala)

## Schriften (Auswahl)
- Die Person Muhammeds in Lehre und Glauben seiner Gemeinde. Norstadt, Stockholm 1918 (ugleich Diss. 1917).
- Der Ursprung des Islams und das Christentum. Almquist & Wiksell, Uppsala 1926.
- Mystikens psykologi. Besatthet och inspiration. Sveriges kristliga studentrörelses förlag, Stockholm 1926 (Deutsch: Psychologie der Mystik. Antigone, Allendorf-Eder 1995).
- Muhammed. Hans liv och hans tro. Bokförlaget Natur och Kultur, Stockholm 1930 (Deutsch: Mohammed. Sein Leben und sein Glaube. Vandenhoeck & Ruprecht, Göttingen 1932 u.ö.).
- Nathan Söderblom. J.A. Lindblads förlag Uppsala, [1931] (Deutsch: Nathan Söderblom. Töpelmann, Berlin 1938).
- Die Frage der religiösen Anlage : religionsgeschichtlich beleuchtet. Lundequist, Uppsala 1932.
- Det osynligas värld. Uppsala 1933 (Deutsch: Die letzten Dinge. Hinrichs, Leipzig 1940).
- Den gamla prästgården. Studier och minnen. J. A. Lindblads förlag, Uppsala 1940.
- I myrtenträdgården. Studier i sufisk mystik. A. Bonniers, Stockholm 1947 (Deutsch: Islamische Mystiker. Kohlhammer, Stuttgart 1960; 2. Auflage 1980).